# Bruul
Een bruul (ook wel bril, brul, bruel, broel of bruil) duidde oorspronkelijk een afgepaald gebied aan. Later bedoelde men er een braakliggend en vaak moerassig stuk land mee, meestal met houtgewas begroeid. In de Kempen werd vaak ook gewoon een wei die dicht tegen de bebouwing lag aangeduid met "bruul".
Het woord gaat terug op een middeleeuws Latijns woord brogilio, dat waarschijnlijk van Keltische oorsprong is.
De term komt in het Nederlandse taalgebied in verschillende regionale vormen voor: bruul, bruil, broel, en waarschijnlijk ook brogel en breugel. Het is een onderdeel van verschillende plaatsnamen, zoals:
- Vlaanderen
  - de Broeltorens in Kortrijk
  - de Bruul in Mechelen
  - Het park Den Bruul in Leuven
- Nederland
  - bij Groningen ligt achter het Stadspark een streek met de naam Bruilweering (wering = dijk)
  - Briltil (nabij Zuidhorn)
  - de bovenloop van het Peizerdiep (nabij Norg) heette ooit de Brullenbeek, genoemd naar een plek met de veldnaam De Brul (tegenwoordig is dit water bekend onder de naam Slokkert)
  - Landgoed De Breul te Zeist (provincie Utrecht)

Het Latijnse woord brogilio is ook in het Duits (brühl, bühel) overgenomen, evenals in het Frans (broglie, breuil) en komt ook in die talen in plaatsnamen voor.